# Gotthardpost

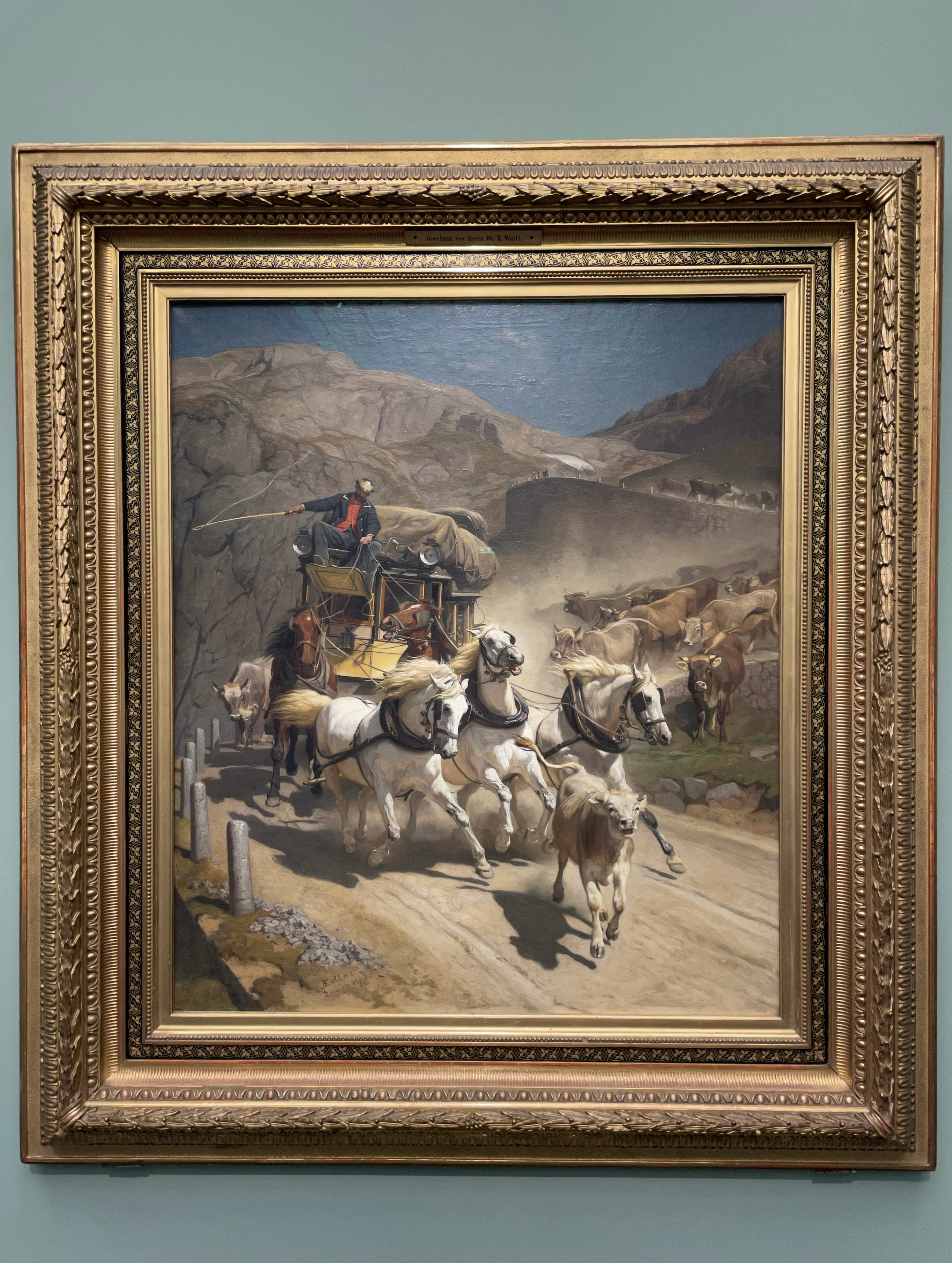
Die «Gotthardpost»

Das Bild Gotthardpost wurde 1873 vom Zürcher Maler Rudolf Koller gemalt. Es zeigt eine sommerliche Fahrt mit einem Fünfspänner über den Gotthardpass, ist sein bekanntestes Werk und gilt als eines der populärsten Gemälde der Schweiz. Es ist im Kunsthaus Zürich ausgestellt.

## Entstehung
1873 wurde der Zürcher Industrielle und Eisenbahnpionier Alfred Escher als Direktionspräsident der Schweizerischen Nordostbahn verabschiedet, und die Verantwortlichen waren auf der Suche nach einem passenden Abschiedsgeschenk, ein repräsentatives Ölgemälde sollte es sein. Rudolf Koller, zu jener Zeit ein gefragter Maler, wurde angefragt und sagte zu, obwohl er sonst kaum noch Auftragsarbeiten annahm. Er war frei in der Themenwahl und entschied sich für ein Sujet zum Thema Gotthard, dessen Untertunnelung Escher massgeblich mit initiiert hatte.

### Die Tremola
Koller reiste also mit seiner Frau auf den Gotthard, wo er sich in dem Hospiz im Hotel Monte Prosa einquartierte und nach einem geeigneten Schauplatz für ein Gemälde suchte. Studien belegen, dass ihm zuerst das Motiv einer Reisegruppe auf der Passhöhe vorschwebte. Seine Frau soll jedoch vorgeschlagen haben, stattdessen eine fahrende Postkutsche abzubilden. Koller entschied sich für die Fahrt einer rasch talwärts fahrenden Gotthardkutsche auf der Südseite des Passes, wo sich die «Tremola» genannte historische Strasse in vierundzwanzig imposanten Kehren im gleichnamigen Tal von der Passhöhe hinunter nach Airolo in der Leventina windet. Der Name bezieht sich auf das italienische Verb tremare (zittern). Die Strasse führt also durch das «Tal des Zitterns», da die Fahrt wohl manche Passagiere in den steilen und engen Serpentinen das Fürchten gelehrt haben dürfte.

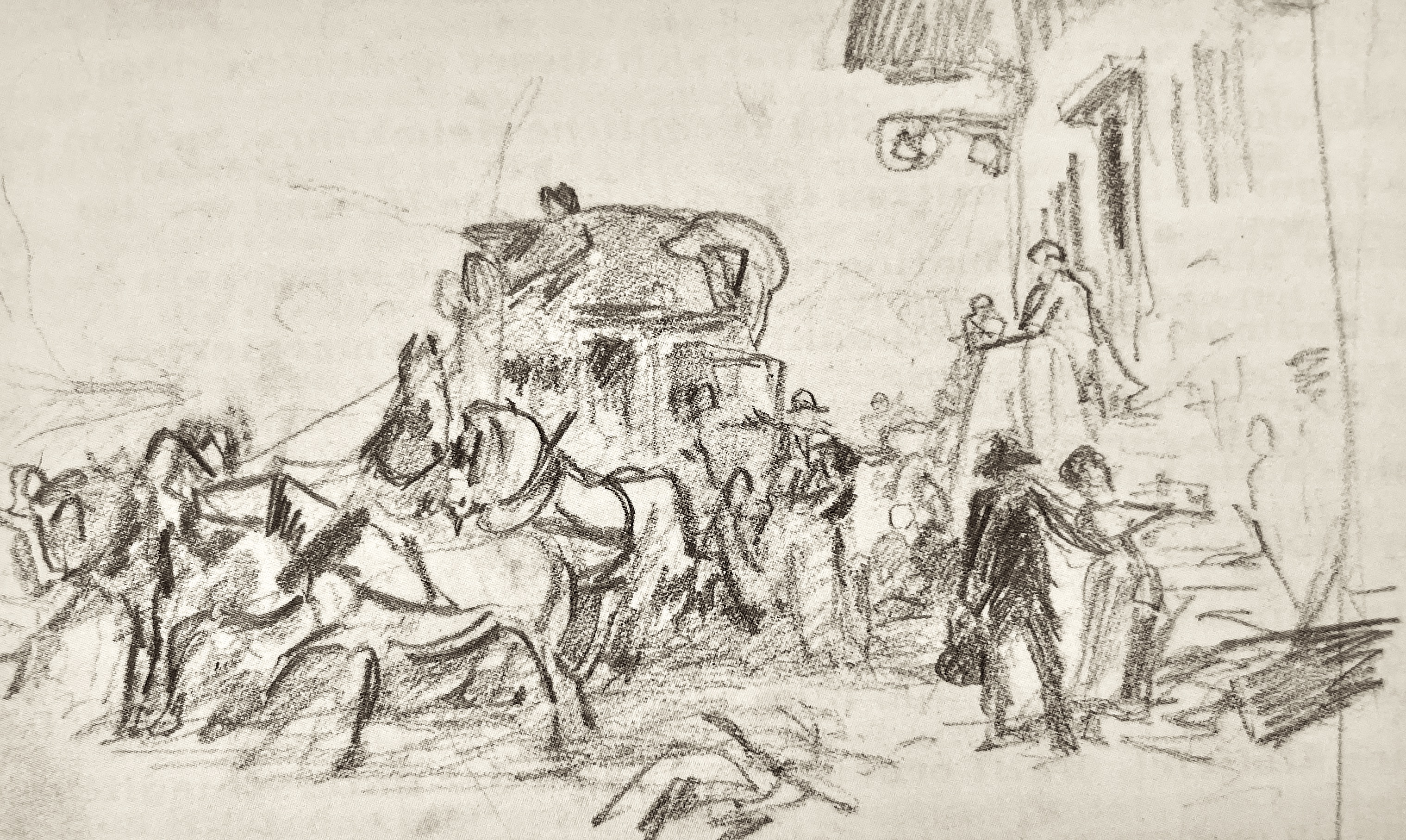
Skizze: Reisegruppe auf der Passhöhe
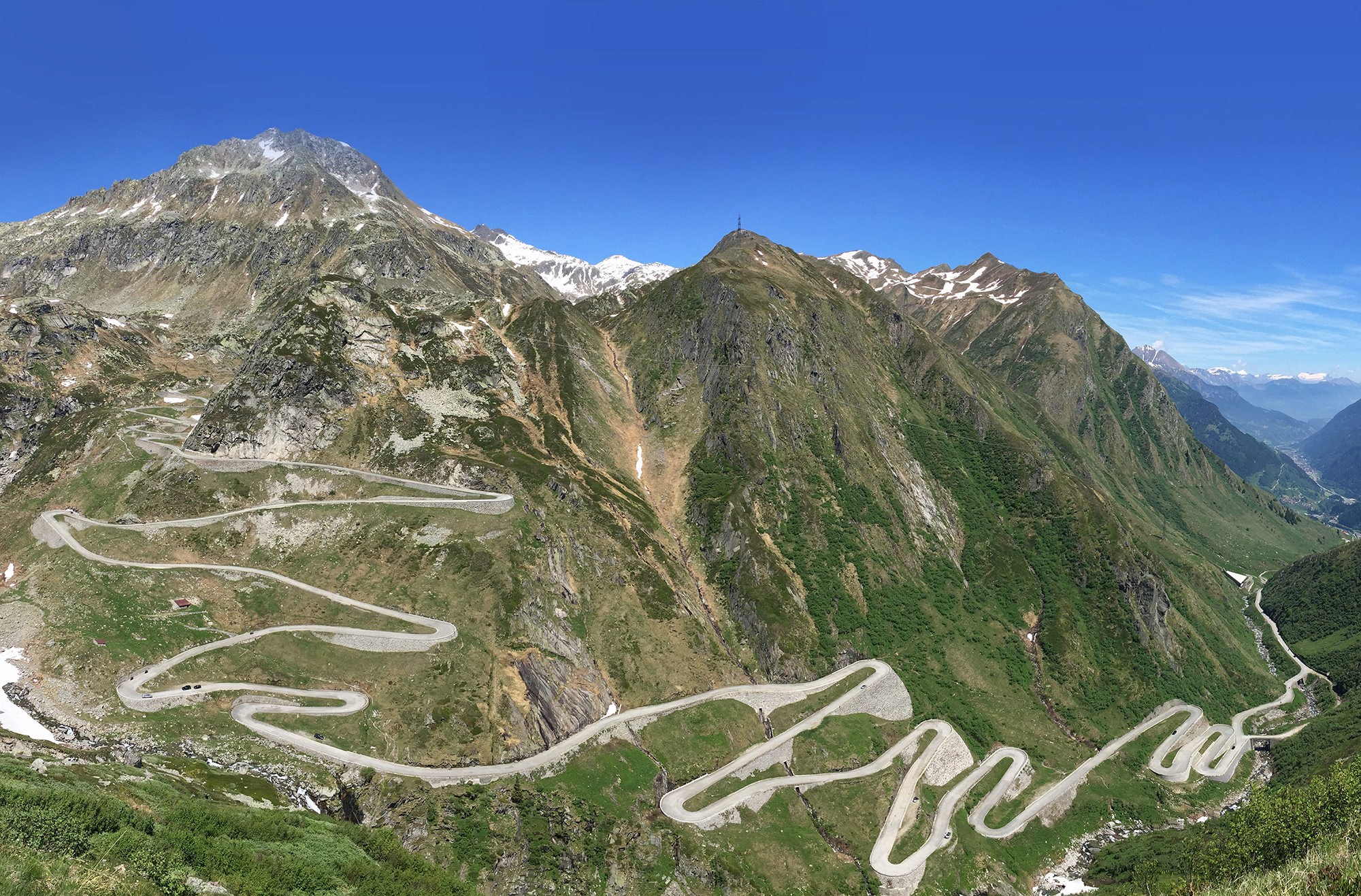
Die Tremola

Gebaut wurde die Tremola zwischen 1827 und 1832 nach Plänen des Tessiner Ingenieurs Francesco Meschini (1762–1840). Sie war 1830 eröffnet worden, ab 1842 gab es einen regelmässigen Verkehr mit der fünfspännigen Postkutsche. Im oberen Abschnitt überwindet die Strasse auf einer Länge von vier Kilometern dreihundert Höhenmeter. Die sechs bis sieben Meter breite Fahrbahn ist heute weitgehend im Zustand der Rekonstruktion von 1951. Sie wird von hohen Mauern begrenzt und gestützt, teilweise sind noch die alten Trockenmauern vorhanden. Auch die Pflästerung der Fahrbahn mit Kopfsteinpflaster aus Granit aus der Zeit um 1940 ist weitgehend erhalten, ebenso gibt es noch die steinernen Pfosten am Strassenrand.

### Studien
Die «Gotthardpost» entstand in mehreren Schritten, Koller fertigte zuerst zahlreiche Bleistiftskizzen und vier Studien in Öl an, für diese Vorarbeiten wurde ihm eigens ein Gespann zur Verfügung gestellt. An den Studien zeigt sich, wie er anhand von Skizzen in Hoch- und Querformat, Zwei- und Fünfspännern nach der geeigneten Version suchte. Die erste Studie, das Ölbild «Die Gotthardstrasse, Naturstudie», zeigt im Querformat als Grundlage die leere Passstrasse. Eine zweite Studie nur mit zwei Deichselpferden zeigt in erster Linie eine genaue Studie der Kutsche. Die Kühe fehlen noch, anstelle des rennenden Kalbes geht ein Wanderer, vielleicht ein Maler mit seiner Staffelei.
Die dritte und vierte Studie zeigen beide den Fünfspänner, drei Schimmel vor zwei Braunen. Die dritte stellt im Querformat nun auch die Kühe dar, wobei diese im Hintergrund nur angedeutet sind. Das Kalb scheint eher zu traben, anstatt verängstigt zu rennen.
In der vierten Studie kommt Koller der endgültigen Komposition näher. Sie ist nun im Hochformat gehalten, das Licht fällt wieder von rechts auf die Szene. Die mitreisende Person auf der Kutsche ist recht deutlich ausgeführt. Ein zweiter Passagier sitzt mit dem Rücken zur Fahrtrichtung, nur der Hut ist zu erkennen. Das Kalb rennt nun, die Kühe im Hintergrund sind nicht mehr abgebildet, neben der Strasse steigt der Berg steil an.

Skizzen und Studien
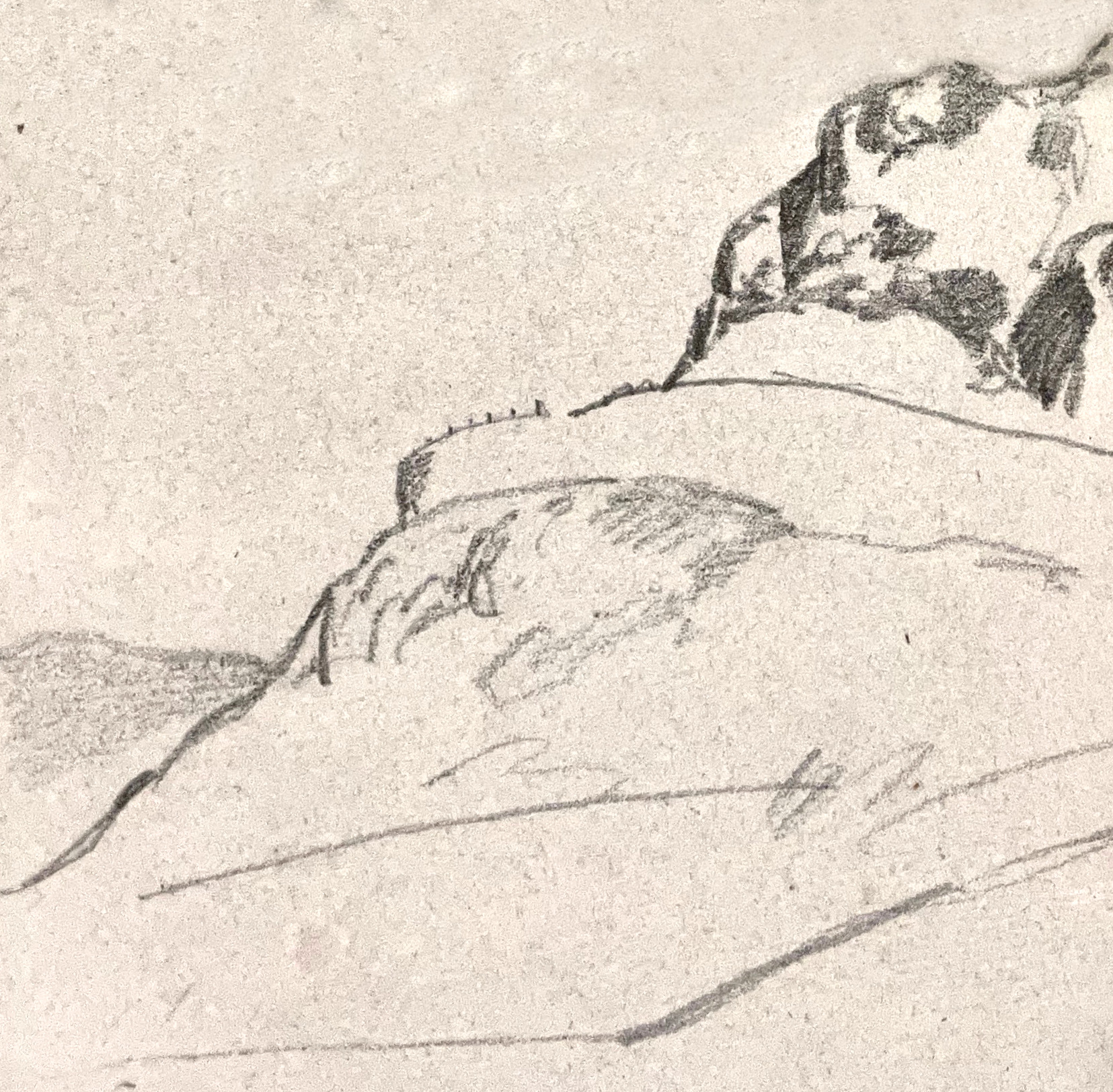
Strassenverlauf
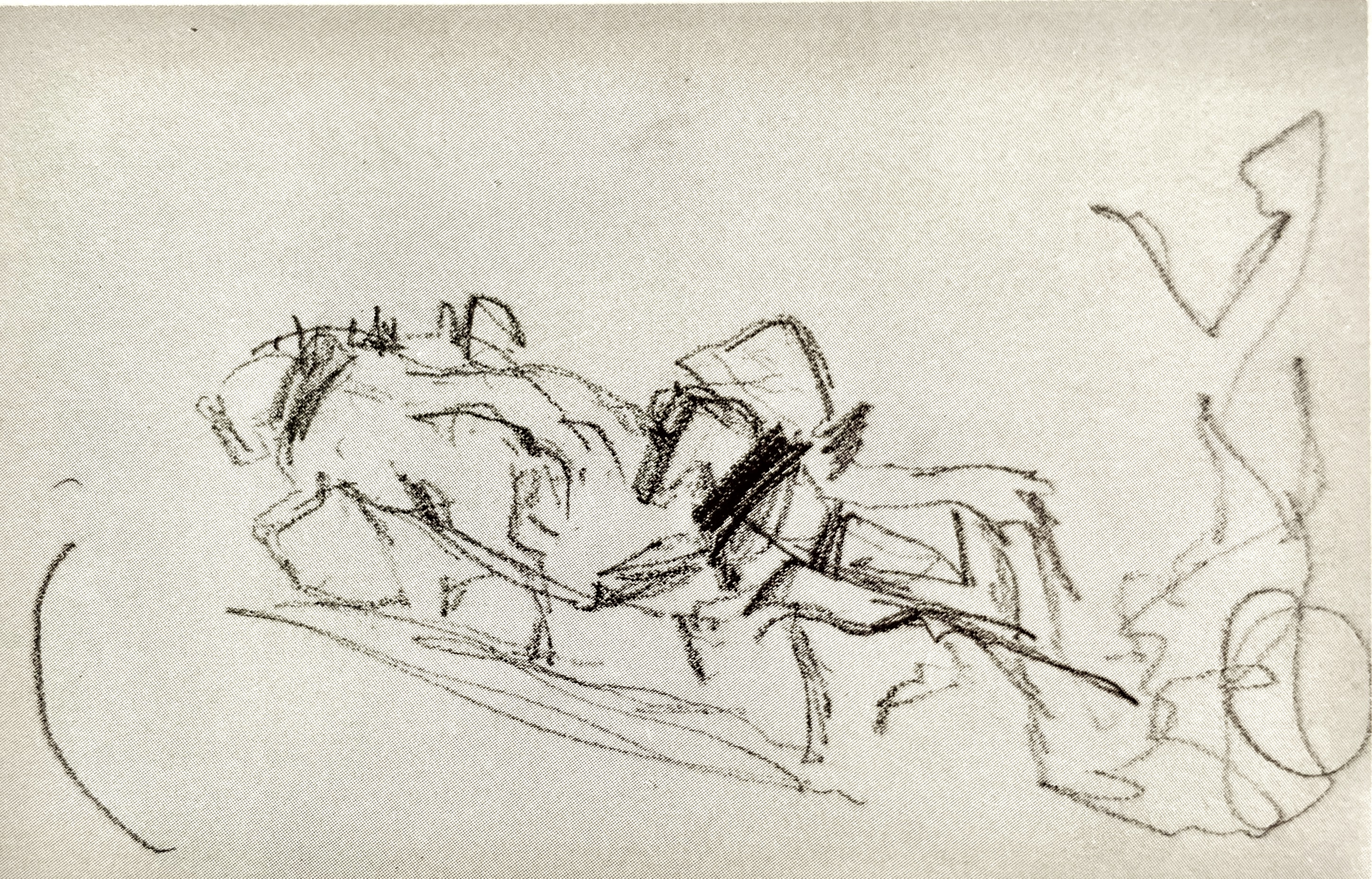
Postwagen bergwärts
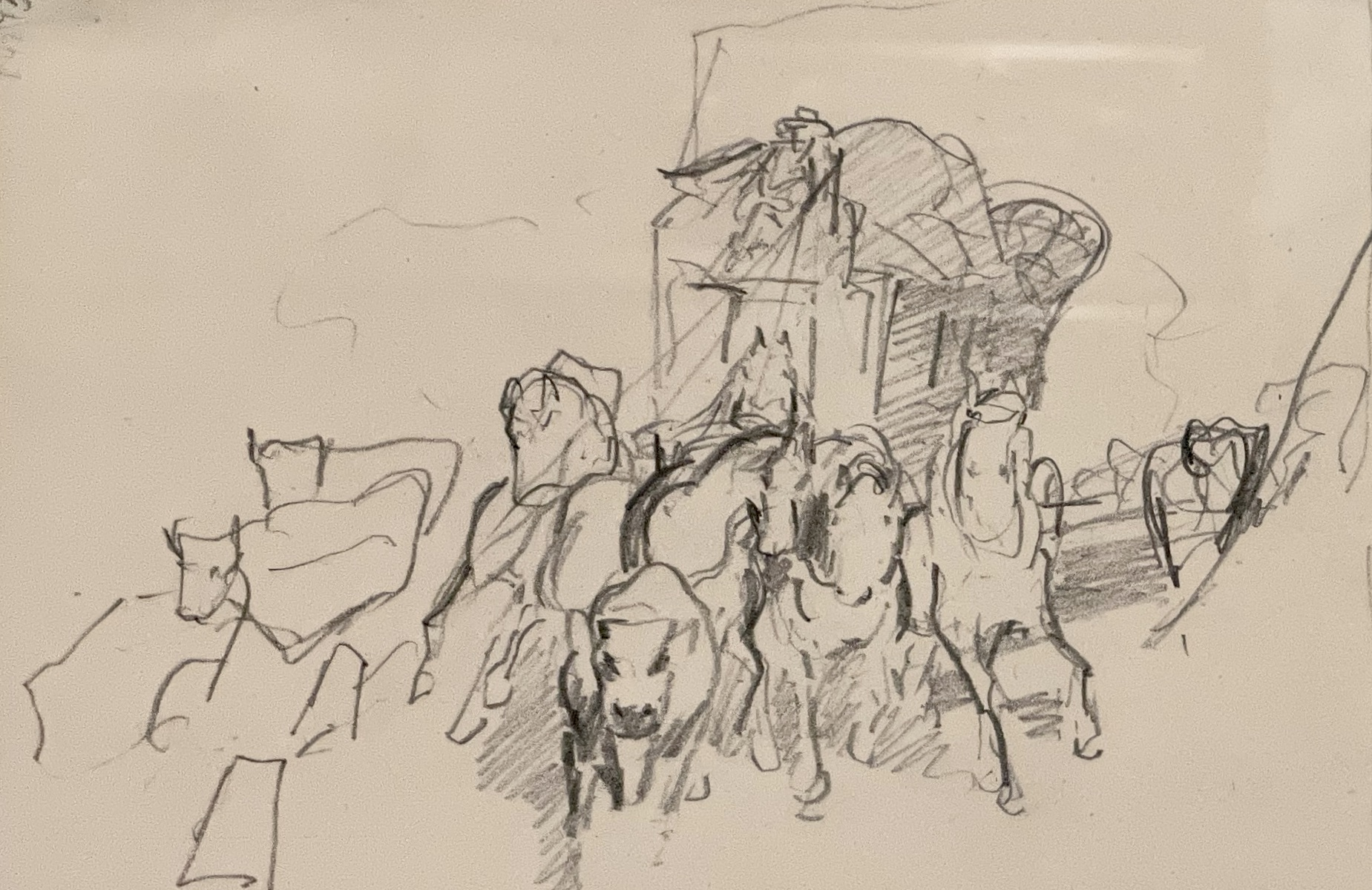
Fünfspänner

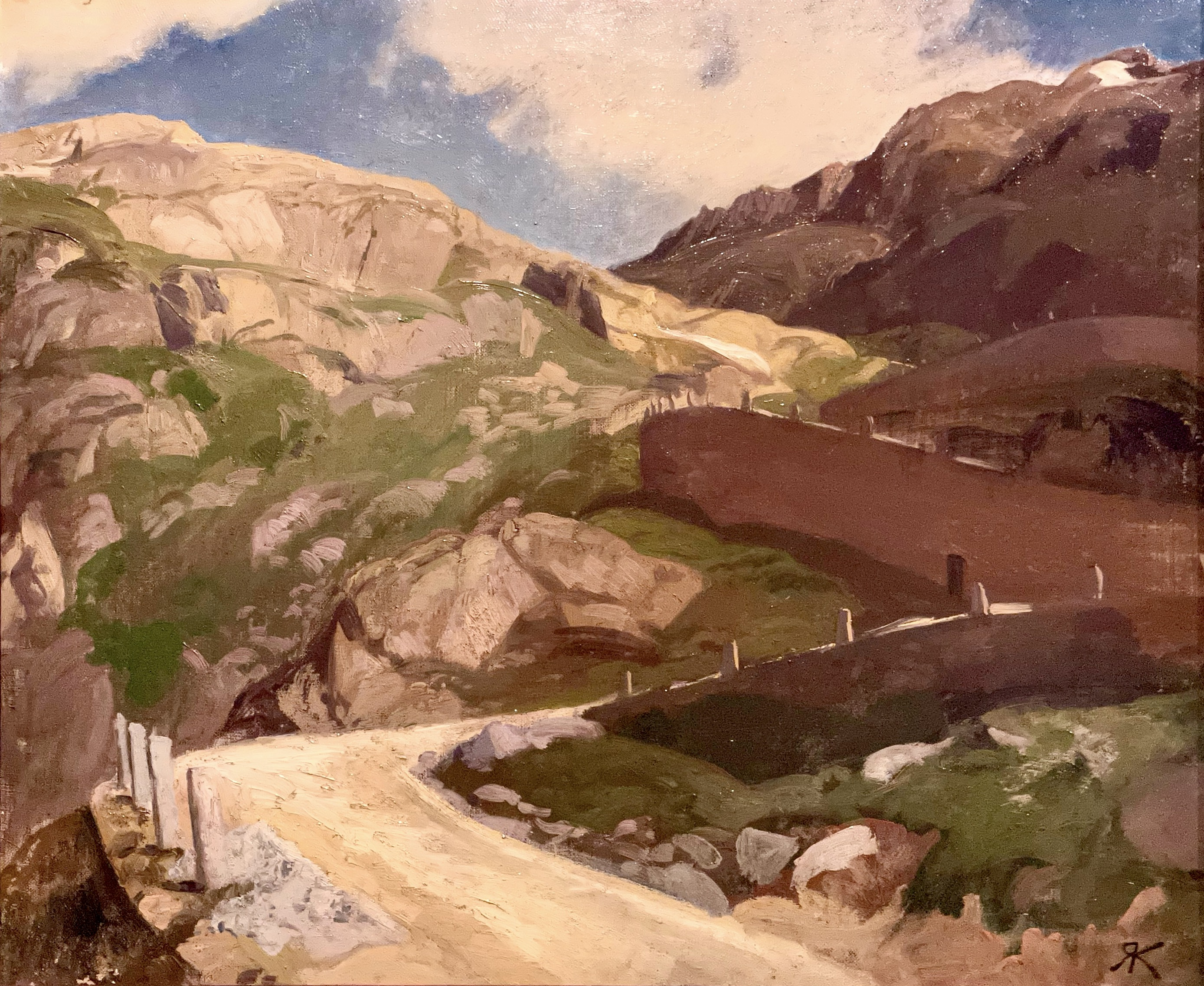
Die Gotthardstrasse, Naturstudie
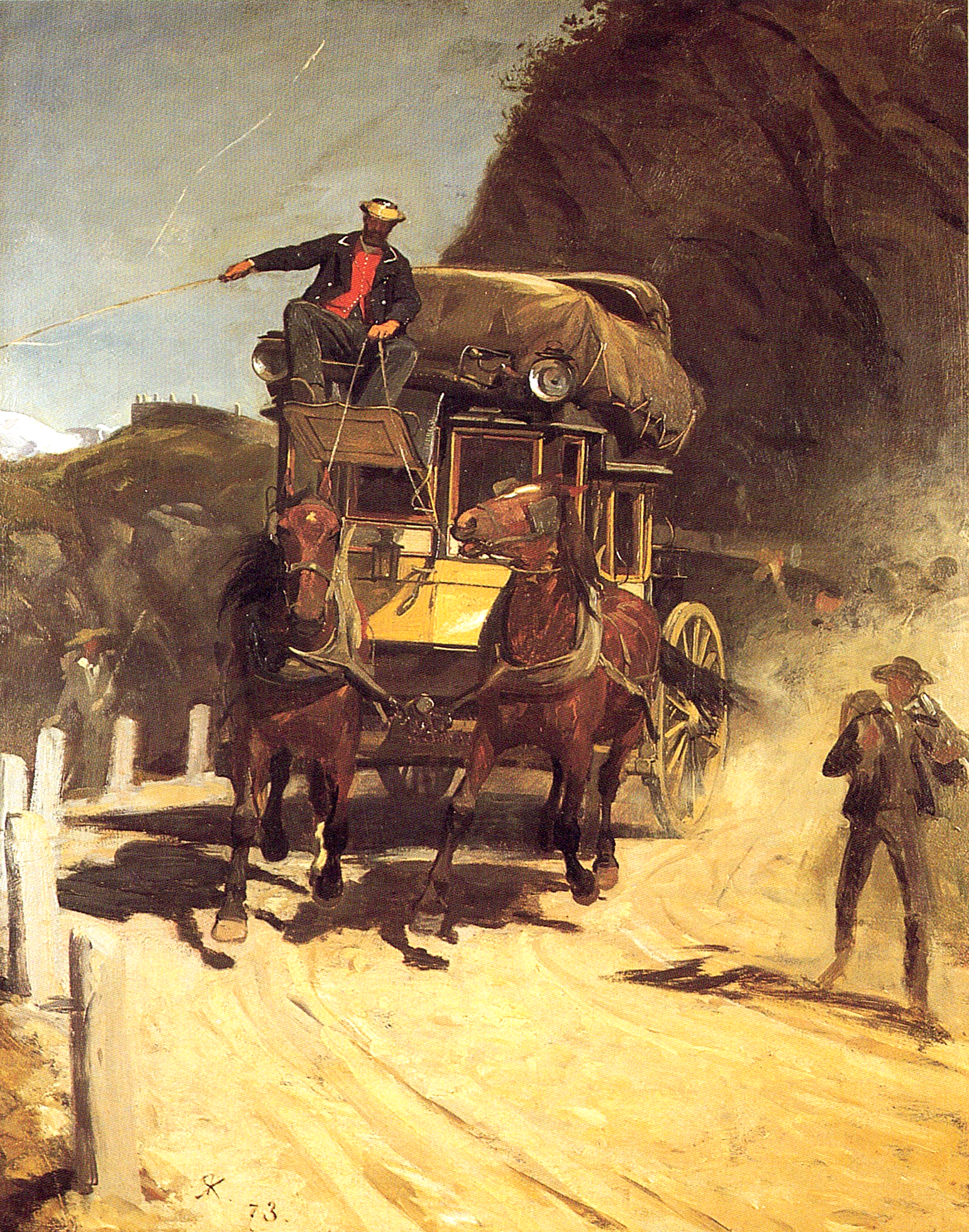
Zweispänner, Studie der Kutsche
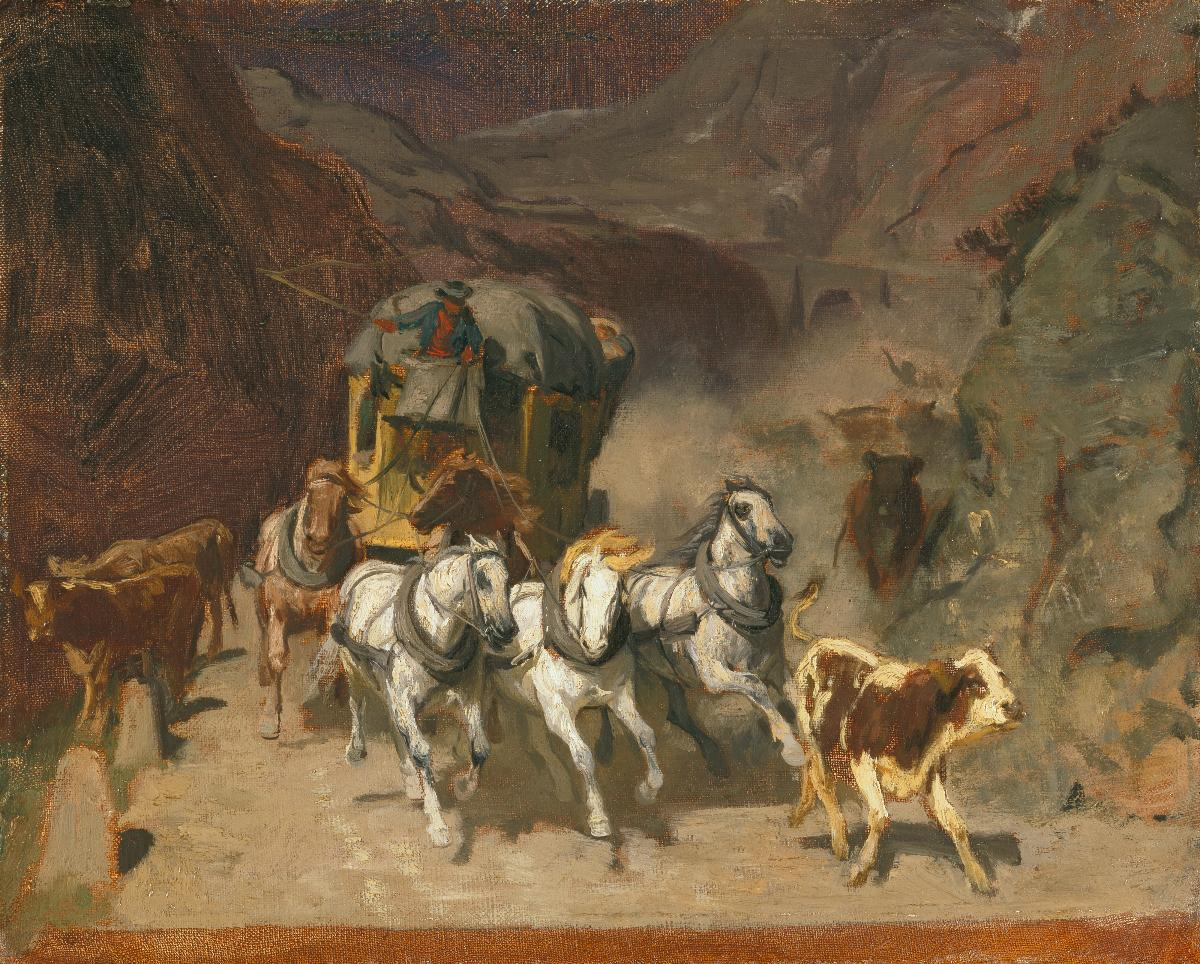
Querformat
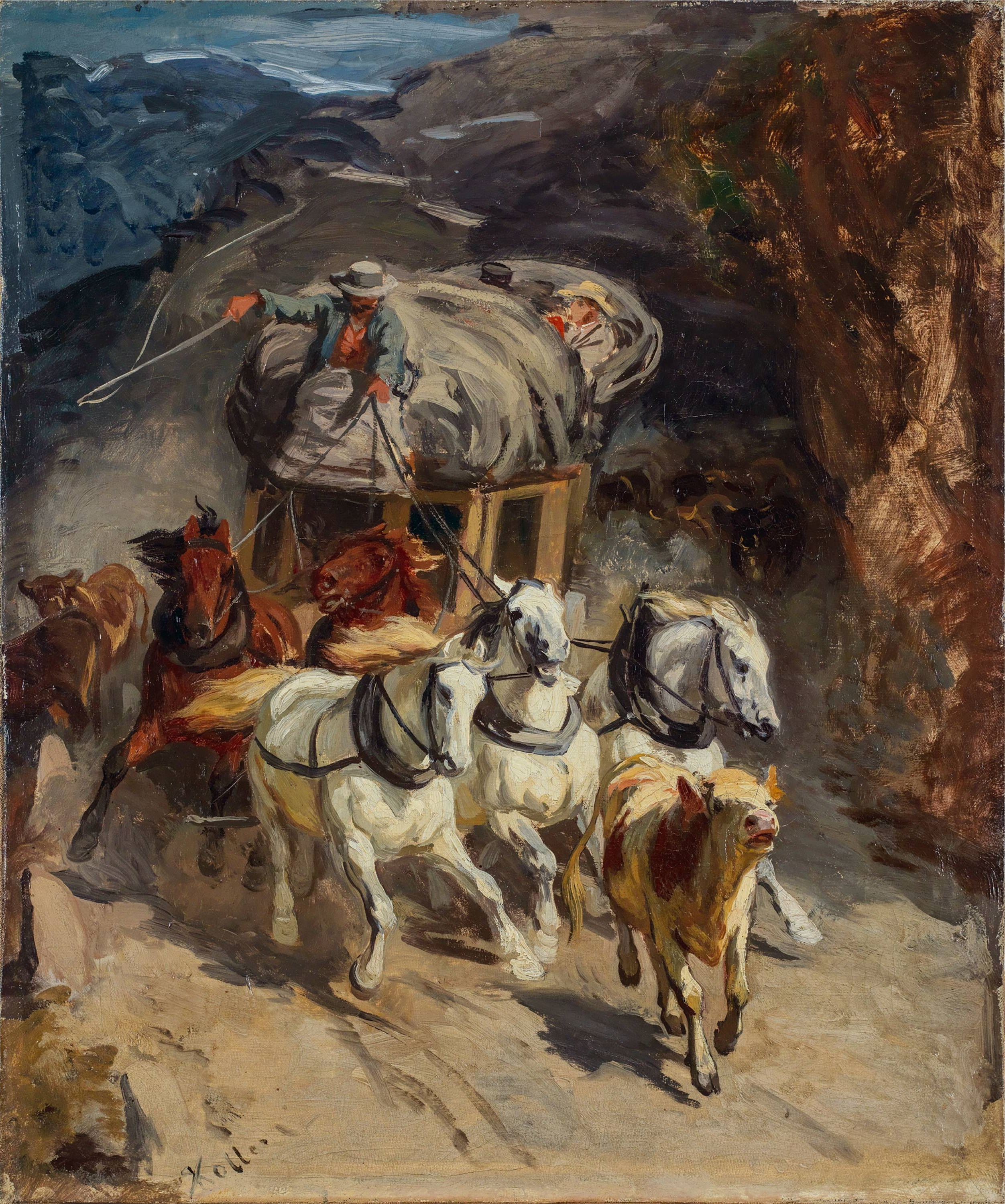
Hochformat

## Die «Gotthardpost»

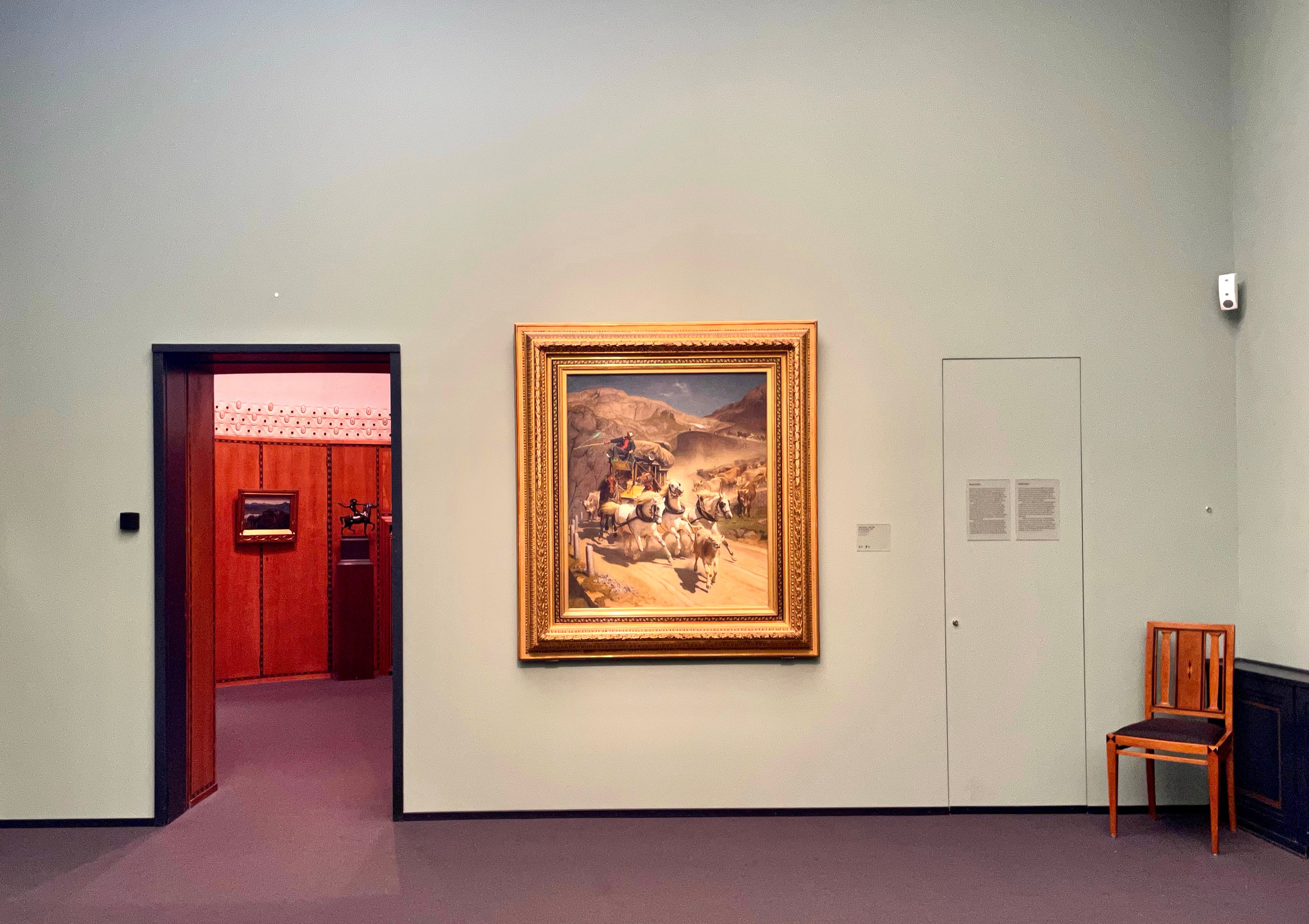
Die «Gotthardpost» im Kunsthaus

Um eine möglichst dynamische Komposition zu erhalten, fügte Koller die Szenerie der endgültigen Version aus verschiedenen Motiven zusammen, der abgebildete Strassenverlauf ist in Wirklichkeit so nicht zu finden.
In der endgültigen Version hat Koller die Fahrt der talwärts rasenden fünfspännigen Kutsche festgehalten, vor ihr rennt in Panik das Kalb. Die Darstellung der Kutsche mit dem Kutscher hat Koller sehr direkt von der ersten Studie mit dem Zweispänner übernommen und anschliessend das Dreigespann mit den Schimmeln davorgesetzt. Den früher dargestellten Passagier auf der Kutsche hat er weggelassen, um den Blick nicht vom Kutscher abzulenken. Erstmals zeigt Koller auch die Landschaft: Den steilen Abhang in den Studien hat er durch eine Wiese ersetzt, im Hintergrund sind weitere Serpentinen sichtbar, weiter oben folgen ein paar Kühe der Herde, die soeben von der Kutsche überholt worden ist. Durch die gewählte Darstellung der Begegnung der Kutsche mit den Kühen nahm Koller in Kauf, dass eine volle Fahrt durch die Kuhherde wegen deren Blockade der Strasse in Wirklichkeit unmöglich wäre.
Den Hintergrund der Szene bildet im Wesentlichen die Zickzack-Linie der Strasse, die sich in Serpentinen steil zum Hospiz hochwindet. Die Linie des Horizontes verläuft links und rechts jeweils parallel zur Strasse – die Horizontlinien scheinen den Strassenverlauf nach oben fortzusetzen – wodurch der Effekt der sich auftürmenden Landschaft mit den zunehmend steileren Diagonalen verstärkt wird.
Alfred Eschers Familie stiftete das Gemälde 1898 dem Kunsthaus Zürich.

### Symbolik
Der Kontrast zwischen zwei Bewegungsabläufen, der Gegensatz von Technik und Natur – die rasche Pferdekutsche und die langsame Kuhherde – erzeugt einen dramatischen Effekt, der als Allegorie auf die Beschleunigung der Verkehrsmittel zu verstehen ist. Die Kühe vermitteln den ruhigen Zug der Saumtiere, die während vieler Jahrhunderte den Rhythmus über die Passwege bestimmten. Die dahinrasende Kutsche, die die Herde und somit auch die Traditionen überholt, zeigt den Modernisierungsschub, den am Anfang der 1870er Jahre der Bau der Eisenbahnlinie von Schwyz nach Flüelen mit sich brachte. Damit verbunden ist der Bau des Gotthardtunnels, mit dem im Herbst 1872 begonnen worden war. Verknüpft ist die Beschleunigung des Tempos oft mit Verunsicherung oder Ängsten, wie sie das Kalb gerade empfinden mag, das vor der Kutsche hergetrieben wird.
Treibende Kraft hinter der Gotthardbahn war ironischerweise Alfred Escher, der Mann, dem das Gemälde gewidmet war und dessen Lebenswerk indirekt für die Eliminierung der Postkutschen verantwortlich war.

## Das Gespann
Die Pferde ziehen die Kutsche im damals üblichen Geschirr mit holzverstärktem Kummet. Die Kopfgeschirre sind mit Scheuledern versehen, die den Blick nach vorne richten und damit die Gefahr des Ablenkens durch Ereignisse am Strassenrand vermindern. Glocken am Zaumzeug mahnen andere Strassenbenützer zur Vorsicht. Die hinteren Hufe waren jeweils mit Stollen versehen, um die Trittfestigkeit auf den Naturstrassen zu erhöhen.
Der Kutscher im traditionellen roten Gilet, dunkelgrauer Weste und dem lackierten Hut mit hellem Band hält die Fahrleinen mit der linken Hand, mit der rechten hält er die Peitsche und betätigt die rechte Bremskurbel. Um mit der rechten Hand die linke Bremse betätigen zu können, muss er jeweils auch die Peitsche in die linke Hand wechseln. Vermutlich war er von der Postpferdehalterei Meyer in Andermatt angestellt, eine der grössten und bekanntesten in der Schweiz. Unter der Verdeckplane ist viel Gepäck untergebracht, der Wagen scheint voll besetzt. Durch das linke Wagenfenster ist eine Person zu erkennen.
Die Zugpferde kamen aus der unteren Surselva, gezüchtet wurden sie in Obersaxen und im Val Lumnezia. Jährlich kamen rund 1900 Pferde über den Oberalppass ins Gotthardgebiet.

## Die Kutsche
Die goldene Zeit des Kutschenbaus begann in der Schweiz 1849 mit der Übernahme des Postwesens durch den Bund und endete kurz nach 1900 durch das Aufkommen des Autos. Bei der von Koller abgebildeten Postkutsche handelt es sich um das Modell «Coupé-Berline» mit zehn bis zwölf Plätzen, ein robustes und gut gefedertes Modell mit einem Gewicht von 1,5 Tonnen. Die maximale Länge betrug knapp 5 Meter, die Höhe bis zur Decke des Cabriolets etwa 325 Zentimeter. Die Form der Gotthardpost-Berline mit der hochgezogenen Bodenlinie vor und hinter den Türen entsprach der Mode jener Zeit. Wer der Erbauer war, ist nicht bekannt.
Die Kutsche verkehrte täglich auf der Gotthardroute von Flüelen am Vierwaldstättersee bis nach Camerlata am Südende des Comersees. Die Fahrt dauerte 23 Stunden: Abfahrt in Flüelen war um 8:00 Uhr, Camerlata wurde am nächsten Morgen um 7:00 Uhr erreicht. Zwölf Mal wurden die Pferde gewechselt. Verantwortlich für Post und die Fahrgäste war ein Kondukteur. Der letzte Kondukteur auf einer Gotthardkutsche war Alois Zgraggen.
Die einzige noch erhaltene Gotthardkutsche, gebaut kurz nach 1850, steht noch fahrtüchtig seit 1898 im Eingangsbereich des Landesmuseums in Zürich. 1998 fuhr die Kutsche zur Eröffnung des neuen Nationalmuseums an den Genfersee zum Schloss Prangins.

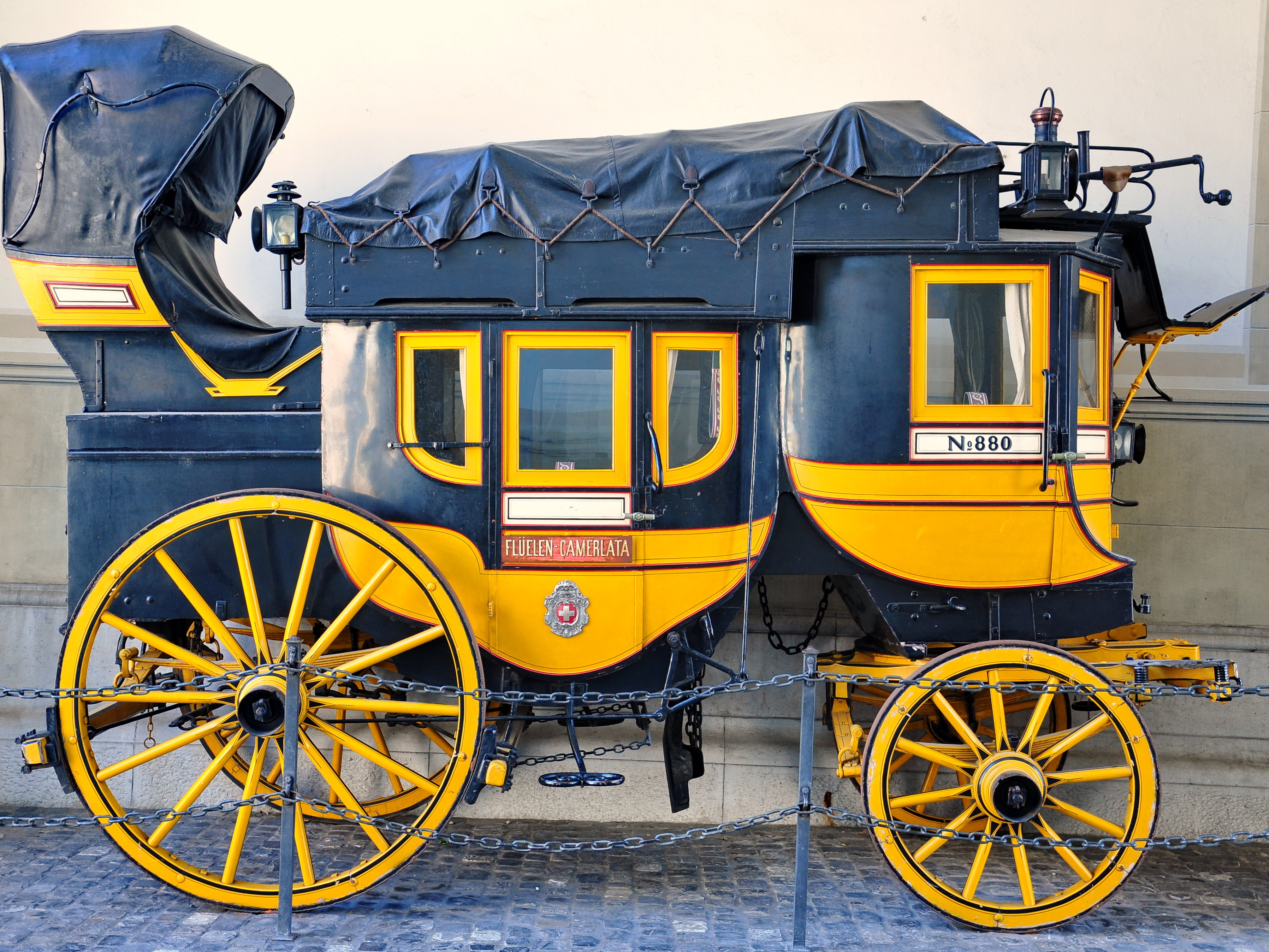
Originale Gotthardkutsche vor dem Landesmuseum Zürich
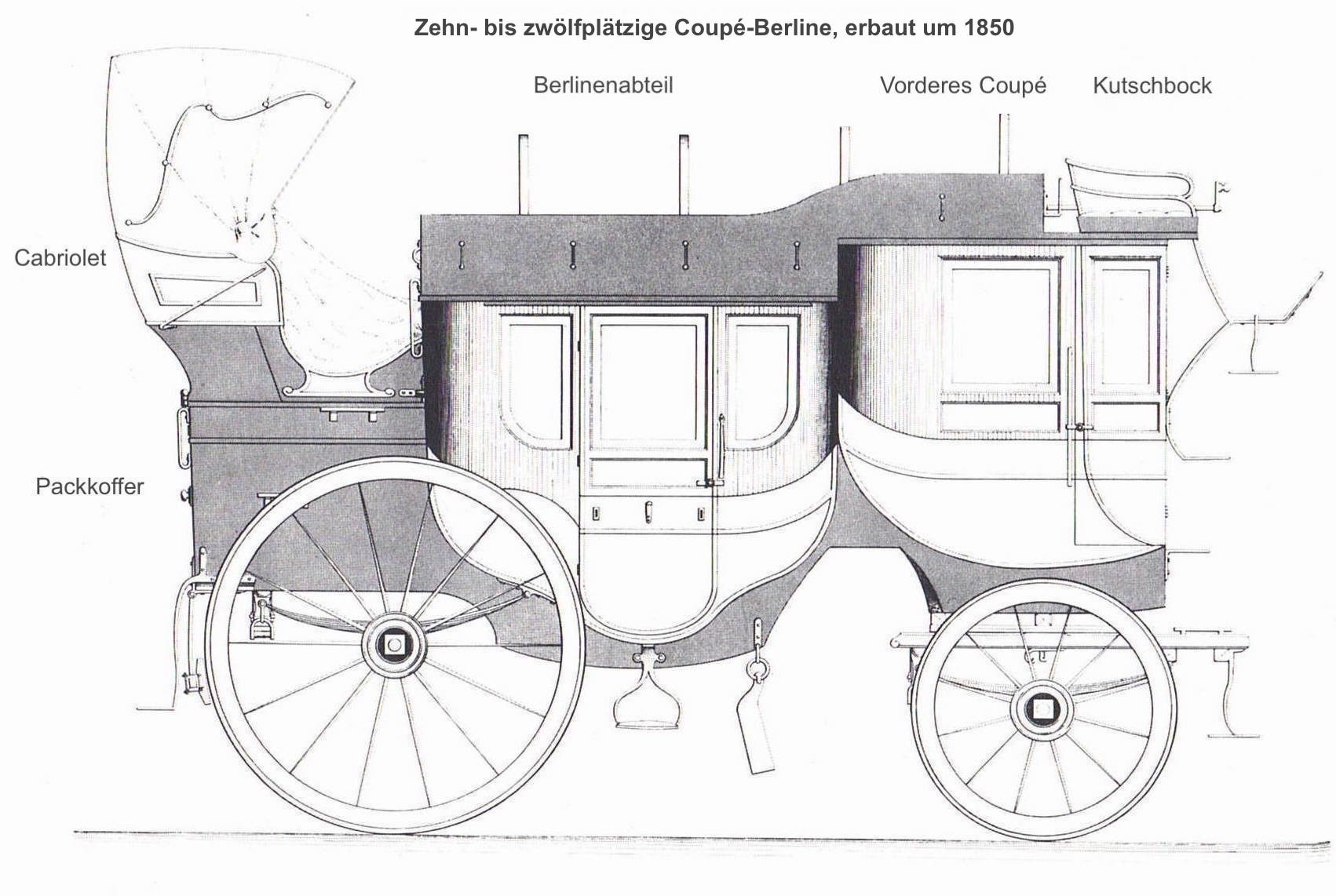
Lithographie von 1863

### Bildaufbau
Die wesentlichsten Linien der Bildkomposition sind die beiden Diagonalen. Die eine Linie von rechts oben nach links unten entsteht aus der Bewegung der Kuhherde, die von rechts oben in die Flanke der Pferde stösst und sich über die Köpfe der beiden Schimmel hinunter zum ersten Pfosten am Strassenrand fortsetzt. Diese Linie wird verstärkt durch den Verlauf eines Strassenabschnitts weiter oben und die darüber liegende Horizontlinie. Gleichzeitig drängt die Linie die Kutsche über die Symmetrieachse nach links ab, was ihre Wirkung verstärkt. Die Peitschenschnur bildet dazu eine feine Parallele.
Die zweite Diagonale von links oben nach rechts unten wird gebildet durch den Kutscher, den Verlauf der Leinen, das links laufende braune Pferd, den mittleren Schimmel und das rennende Kalb. Die Diagonalen schneiden sich in dem von einer hellen Staubwolke umgebenen Kopfbereich des mittleren Schimmels, von dem die Linien strahlenförmig nach aussen laufen – Koller hat hier nichts dem Zufall überlassen.

## Kopie
1965 tauchte auf dem amerikanischen Kunstmarkt eine weitere «Gotthardpost» auf, von Koller signiert und datiert auf 1874. Mit Ausnahme einiger Details und der späteren Datierung sind beide Fassungen identisch. Koller erzählt, wie es dazu kam:

«In diesem Sommer [1873] machte mir die Nordostbahn die Bestellung eines Bildes als Geschenk für Herrn Alfred Escher, als abtretenden Präsidenten des Direktoriums dieser Bahn. Ich wählte das Motiv der Gotthardpost, bereiste die Gotthardstrasse und machte diesbezügliche Studien. Im Herbst sah Herr Imthurm aus London das angefangene Bild und wünschte eine Copie davon zu besitzen. Es wurde mir von den Bestellern auch bewilligt, eine solche anzufertigen. Das Direktorium der Nordostbahn wie die Herren Escher und Imthurm waren dann auch zufrieden mit der Ausführung, und bis auf den heutigen Tag gilt im Publikum das immer noch als das beste meiner Bilder. Das ärgerte mich zwar immer, und ich glaubte auch mit Recht, dass ich seit dieser Zeit doch noch bessere, wenn auch nicht so populäre Bilder gemalt habe.»

Es stellte sich heraus, dass ein Schweizer Bankier in London Koller um eine zweite Fassung der «Gotthardpost» gebeten hatte. Da der Maler wegen einer unvorsichtigen Bürgschaft in finanzielle Schwierigkeiten geraten war, kam ihm der Auftrag gelegen.
Das Bild blieb in England, bis es Mitte des 20. Jahrhunderts in den USA auf einer Auktion an einen Händler aus New York versteigert wurde. Dieser bot das Gemälde 1965 der damaligen Schweizerischen Kreditanstalt – heute die Credit Suisse – zum Kauf an, jener Bank, die Alfred Escher 1856 gegründet hatte, um den Bau des Gotthardtunnels finanzieren zu können. Das Gemälde ist somit ein Zeuge der Gründungsgeschichte der Bank und deren Engagement für den Bau der Gotthardbahn.

## Unterschiede
Auf den ersten Blick scheinen die Gemälde gleich zu sein, beim genaueren Hinsehen allerdings zeigen sich ein paar Unterschiede. Der auffallendste ist die Figur des seinen Stock schwingenden Kuhhirten, den Koller in der Kopie gut zu erkennen hinter die Herde gesetzt hat; in der Originalfassung ist er nur schemenhaft angedeutet. Den zweiten Hirten, der im Hintergrund auf der oberen Kurve erst beim genauen Hinsehen zu sehen ist, hat Koller in der Kopie grösser gemalt, dadurch ist er besser zu erkennen.
Dazu kommen Unterschiede in der Ausführung der Felsen im Hintergrund, des Himmels sowie der Strasse und der Steine links im Vordergrund. Pferde, Kutsche mit Kutscher sowie das Kalb sind von Kleinigkeiten abgesehen identisch ausgeführt. Die Kopie ist mit 139 × 117,5 cm grösser als die erste Version (117 × 100 cm)

Die beiden Versionen
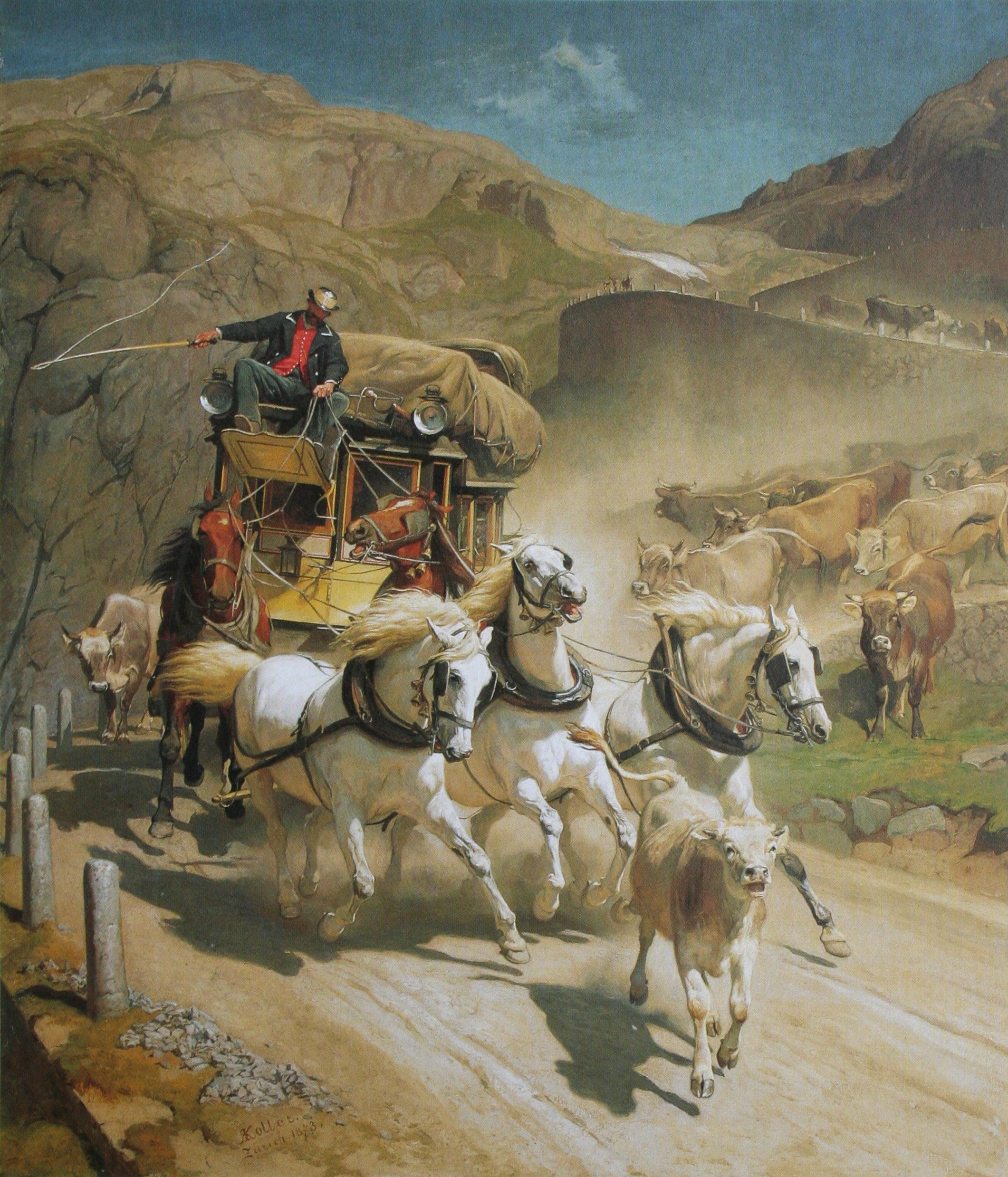
Version von 1873, Kunsthaus Zürich
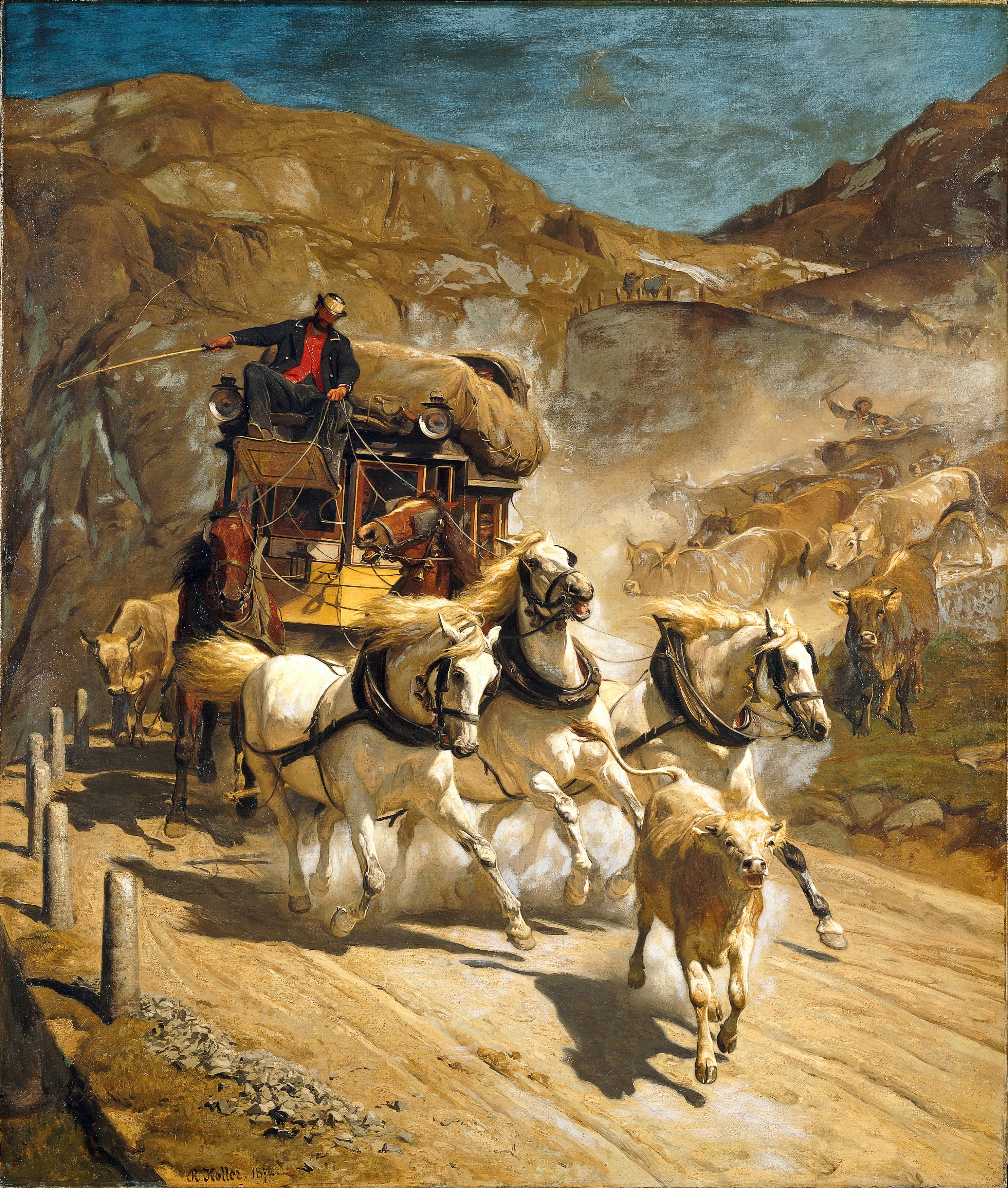
Kopie von 1874, Sammlung Credit Suisse

## Bedeutung

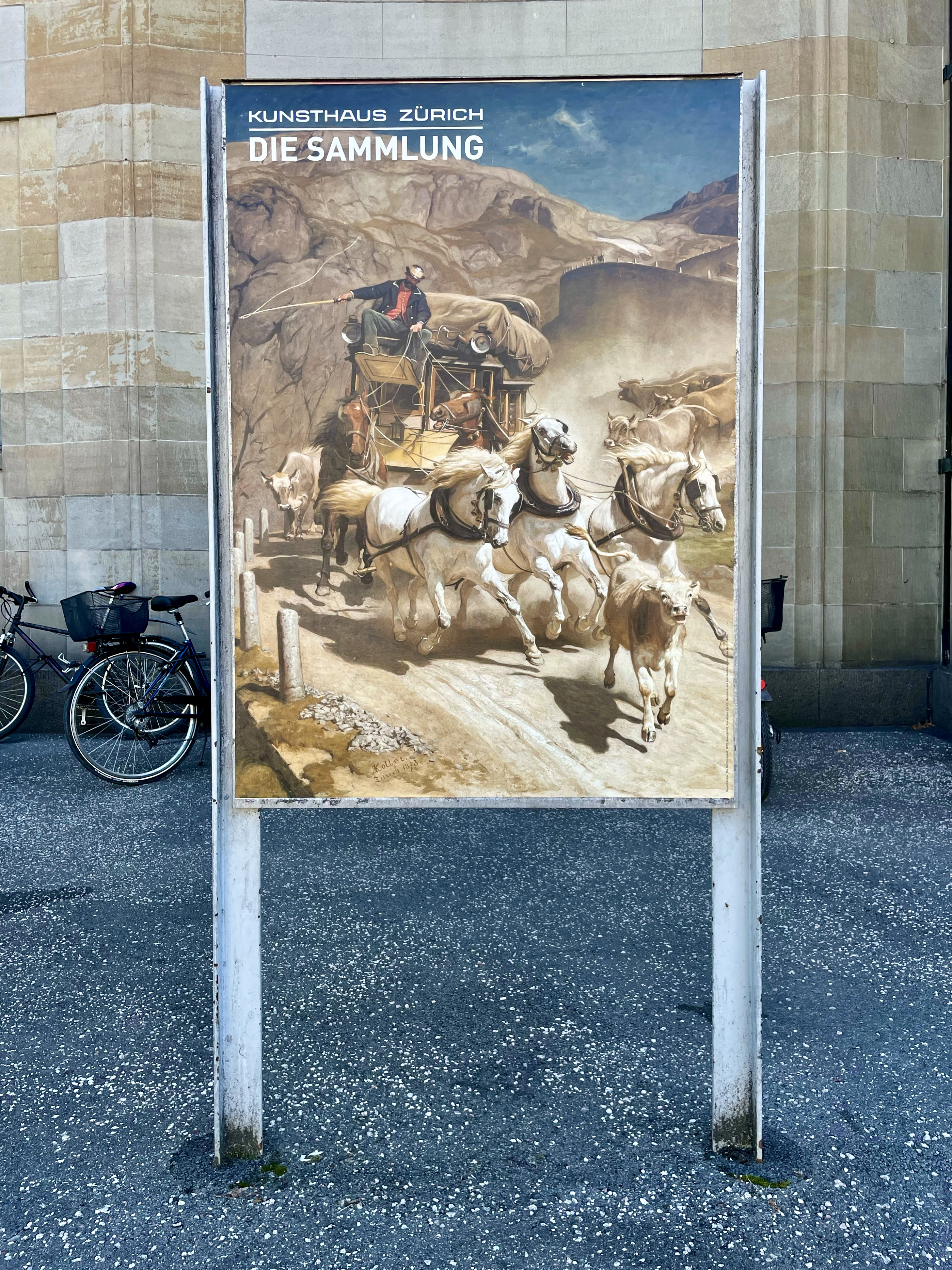
Werbung vor dem Kunsthaus Zürich

Kollers «Gotthardpost» ist eines der populärsten Werke der Schweizer Kunst; unzählige Male ist sie auf Werbeflächen, Plakaten, Postkarten und in Schulbüchern abgebildet. Das Kunsthaus wirbt mit ihr für seine Sammlung, deren Hauptattraktion sie ist, und im Mai 2022 erschien eine goldene Gedenkmünze. Mausmatten, Tassen, Porzellanteller und Kalender sind damit verziert, als Puzzle gibt es sie, und auch auf einem Postauto war sie abgebildet.

Koller selbst übrigens mochte das Bild nicht besonders; er sagte, das Beste daran sei der Titel. Neben der gekonnten Wiedergabe des talwärts rasenden Gefährts und der Kraft und Dynamik, die das Bild ausstrahlt, ist es wohl tatsächlich auch der Titel, der zur Popularität des Bildes beiträgt. Der Name «Gotthard» allein löst auch beim heutigen Betrachter noch Assoziationen aus. Manche sehen in diesem Bergmassiv mitten in den Alpen ein Symbol für die Schweiz an sich. Durch seine Nähe zur Landschaft der Gründungslegenden der Alten Eidgenossenschaft um den Vierwaldstättersee gilt er für viele als Symbol des schweizerischen Freiheitswillens, man sieht in ihm das Herz und den Ursprung der Eidgenossenschaft. Gleichzeitig ist er ein Symbol für den technischen Fortschritt und die Leistungen der Ingenieure und Arbeiter beim Bau des Eisenbahntunnels und früher beim Bau der Strasse durch die Schöllenen. Während des Zweiten Weltkriegs stand der Gotthard für die militärische Abwehr. Weil das Bild «ohne folkloristisches Kolorit und politisches Pathos auskommt, konnte es zum populären, weil demokratischen Kunstwerk werden».

## Das Ende der Postkutschen

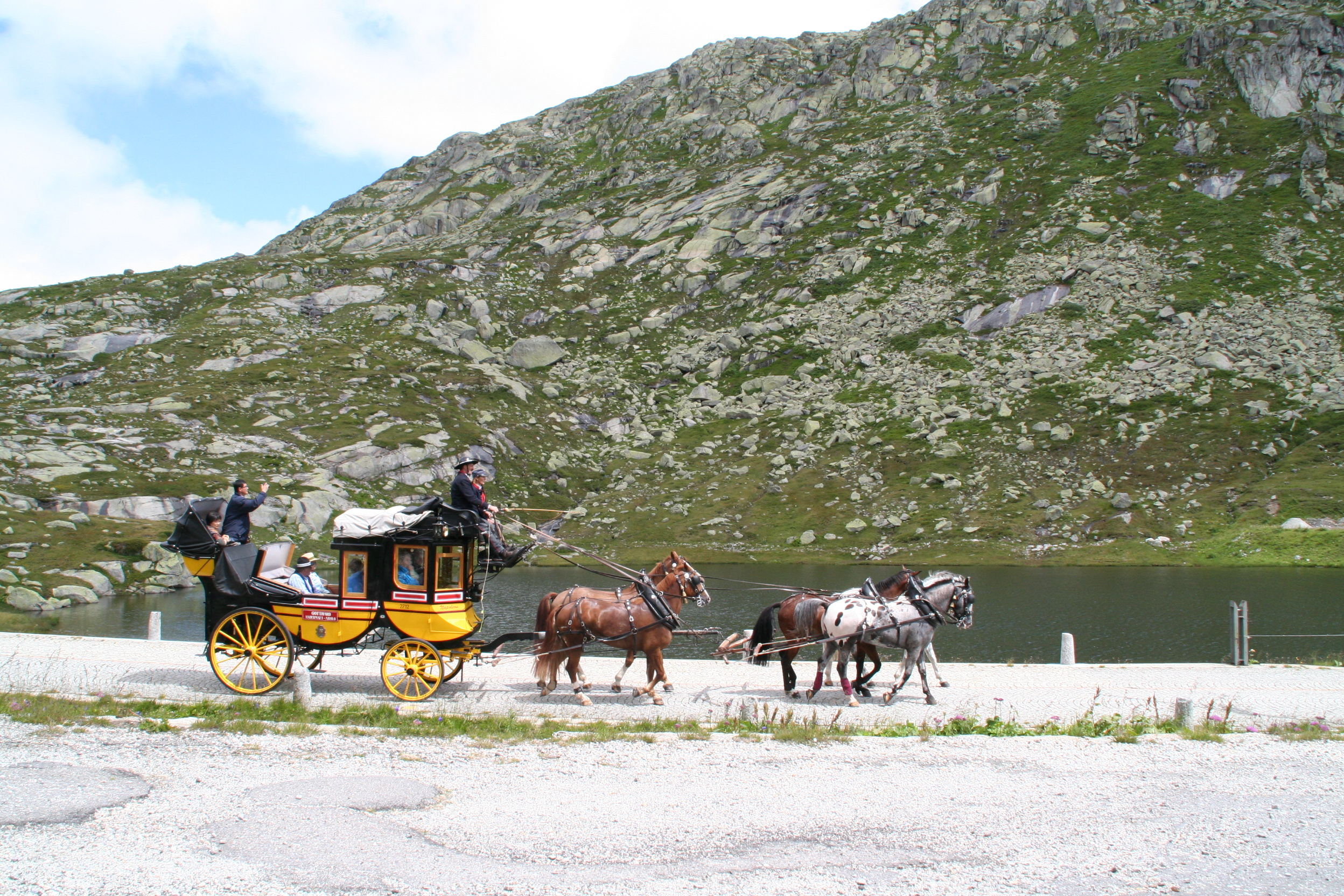
Touristenfahrt auf dem Gotthard

Die Eröffnung des Eisenbahntunnels durch den Gotthard am 22. Mai 1882 bedeutete das Ende des regulären Postkutschenbetriebs, im Herbst 1881 fuhr die letzte Postkutsche über den Pass. Für den Lokalverkehr wurde ein reduzierter Betrieb aufrechterhalten. Die letzte Gotthardpost fuhr am 13. September 1921, dann wurde der Betrieb vollständig eingestellt. Heute werden als Touristenattraktion Passfahrten in einer originalgetreu nachgebauten Postkutsche angeboten.

## Diverses

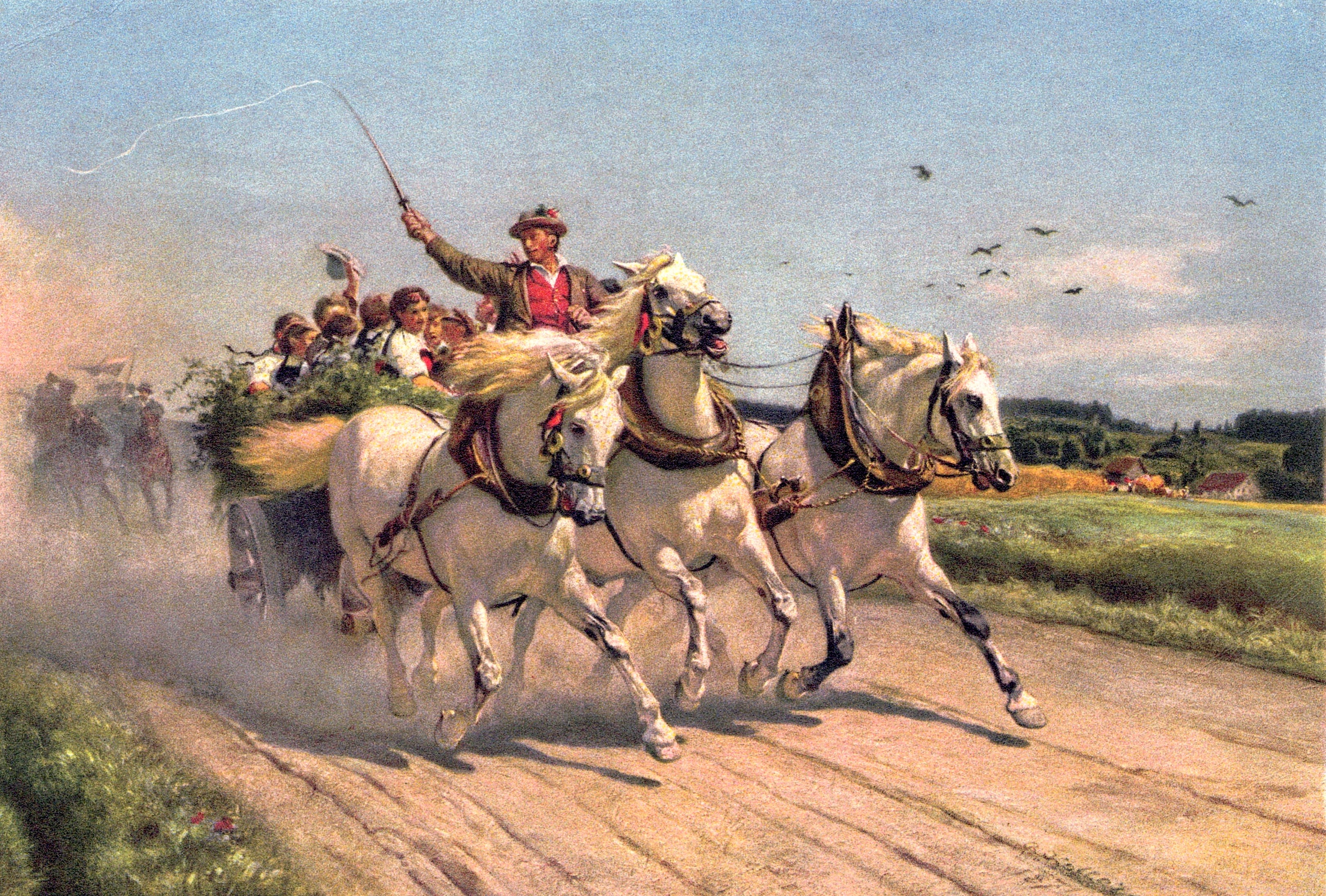
«Fröhliche Heimkehr», 1874

- Das gleiche Motiv mit dem Gespann der drei Schimmel verwendete Koller ein Jahr später noch einmal für das Gemälde «Fröhliche Heimkehr».
- Das im Juni 2018 von der Galerie Kornfeld versteigerte Bild mit der vierten Studie erzielte einen Preis von 550'000 Franken.[21]
- Das Gemälde inspirierte Peter von Matt zu seinem Essay «Das Kalb vor der Gotthardpost», in dem der Autor anhand des Gemäldes die Seelengeschichte der Schweiz und die Modernisierungsprozesse im Europa des neunzehnten Jahrhunderts betrachtet.[22][23]

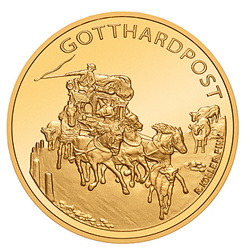
Sondermünze Gotthardpost, 2013

- 2013 wurde eine goldene 50 Franken Sondermünze Gotthardpost nach Rudolf Koller herausgebracht.